# Arroyo Carpintería (Arroyo de Chamangá)
Der Arroyo Carpintería ist ein Fluss in Uruguay.
Er entspringt einige Kilometer nordöstlich von Cerro Colorado und unweit südlich der Quelle des de las Tamberas. Von dort verläuft er auf dem Gebiet des Departamentos Flores in zunächst östliche, dann nordöstliche Richtung und mündet flussabwärts der Einmündung des Arroyo Duraznito als linksseitiger Nebenfluss in den Arroyo de Chamangá.